# Gare centrale de Jönköping
La  gare centrale de Jönköping   (suédois:  Jönköpings centralstation ) est une gare ferroviaire suédoise située à Jönköping. Une première gare est construite en 1864, avec l’ouverture de la ligne de chemin de fer. En 1983, elle est démolie et remplacée par un nouveau « Centre de voyage de Jönköping » (suédois :  Jönköping Resecentrum ), gare intermodale accueillant trains et autobus.

### Première gare

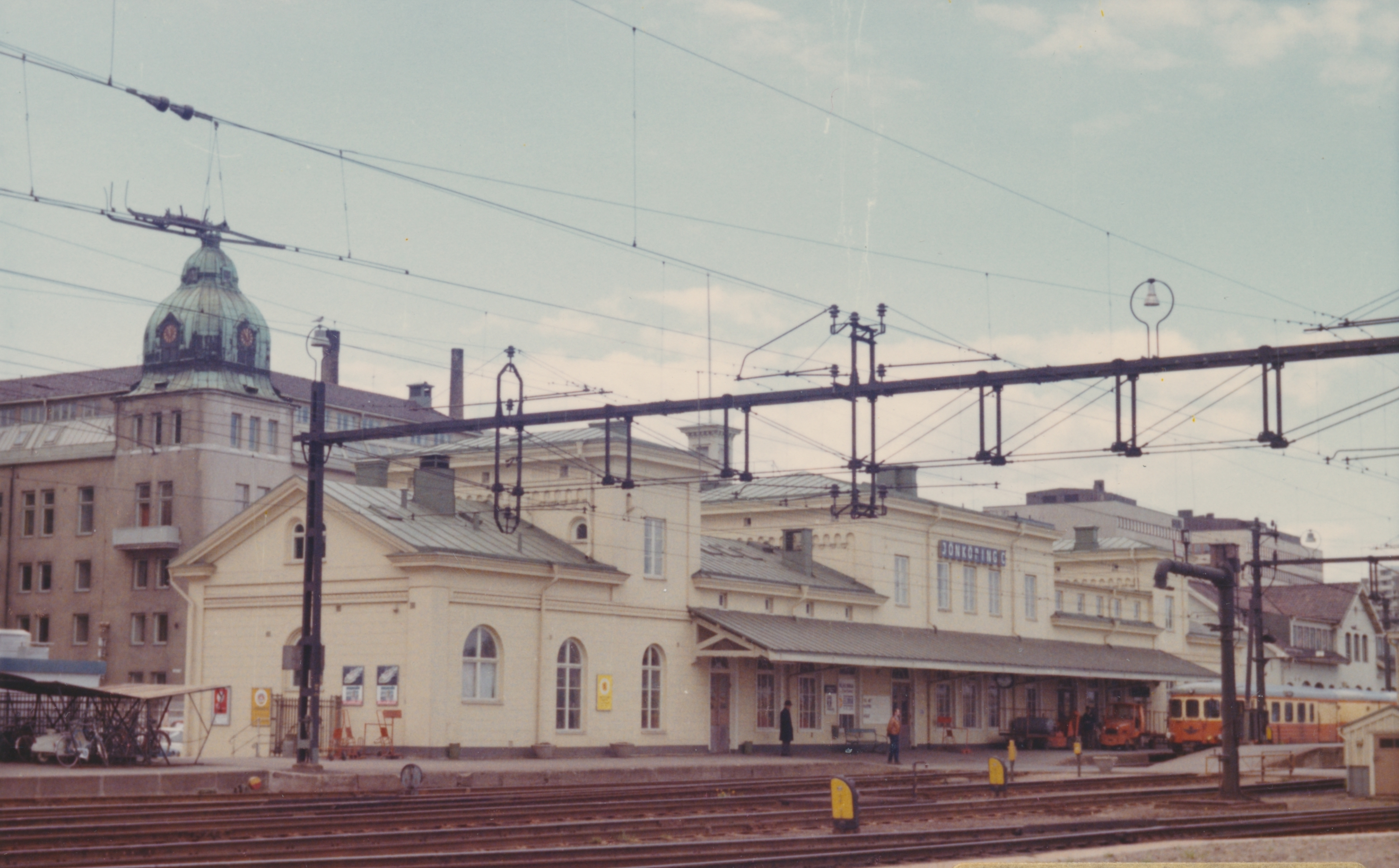
L’ancienne gare en 1969.